# Callionymus fasciatus
Callionymus fasciatus es una especie de peces de la familia Callionymidae en el orden de los Perciformes.

## Distribución geográfica
Se encuentra en el Mar Mediterráneo: desde el Golfo de Génova hasta el oeste del Mar Egeo. También se encuentra en sur y el este del Mar Negro.